# 扎来普隆
扎来普隆(英语：Zaleplon)，又译安维得、安己辛，商品名为安云；是一种治疗短时间失眠的药物。
扎来普隆通过作用于            ;属于非苯二氮䓬类药物